# Llista de municipis portuguesos
Aquesta és una llista de municipis (concelhos) portuguesos ordenats alfabèticament. Actualment (2006), Portugal té 308 concelhos, als quals apleguen el municipi d'Olivença, que es troba sota administració espanyola des de 1801.
| Índex A B C D E F G H I J K L M N O P Q R S T U V W X Y Z |

## A
| Escut              | Municipi           | Data de creació del municipi | Codi municipal |
| Abrantes           | Abrantes           | 1179 (foral d'Alfons Henriques) | ABT            |
| Águeda             | Águeda             | 1834 | AGD            |
| Aguiar da Beira    | Aguiar da Beira    | 1120 (foral de Teresa) | AGB            |
| Alandroal          | Alandroal          | 1486 (foral de Joan II) | ADL            |
| Albergaria-a-Velha | Albergaria-a-Velha | 1117 (carta de couto); 1124 (foral de Teresa)                                                                                             | ALB            |
| Albufeira          | Albufeira          | 1504 | ABF            |
| Alcácer do Sal     | Alcácer do Sal     | 1218 (foral d'Alfons II) | ASL            |
| Alcanena           | Alcanena           | 8 de maig de 1914 (desannexat de Santarém)                                                                                                | ACN            |
| Alcobaça           | Alcobaça           | 1153 (carta de couto d'Alfons Henriques); 1210 (carta de foral de l'abat d'Alcobaça)                                                      | ACB            |
| Alcochete          | Alcochete          | 7 de gener de 1515 (foral de Manuel I); annexat el 26 de setembre de 1895 al de Montijo i restaurat definitivament el 15 de gener de 1898 | ACN            |
| Alcoutim           | Alcoutim           | 9 de gener de 1304 (foral de Dionís I) | ACT            |
| Alenquer           | Alenquer           | 1212 (foral de la infanta Sança) | ALQ            |
| Alfândega da Fé    | Alfândega da Fé    | 8 de maig de 1294 (foral de Dionís I) | AFE            |
| Alijó              | Alijó              | Abril de 1226 (foral de Sanç II) | ALJ            |
| Aljezur            | Aljezur            | 12 de novembre de 1280 (foral de Dionís I)                                                                                                | AJZ            |
| Aljustrel          | Aljustrel          | 1252 (foral d'Alfons III) | AJT            |
| Almada             | Almada             | c. 1190 (foral de Sanç I) | ALM            |
| Almeida            | Almeida            | 6 de desembre de 1296 (foral de Dionís I)                                                                                                 | ALD            |
|                    | Almeirim           | 1483 | ALR            |
| Almodôvar          | Almodôvar          | 1285 (foral de Dionís I) | ADV            |
| Alpiarça           | Alpiarça           | 2 d'abril de 1914 (escindit d'Almeirim)                                                                                                   | APC            |
| Alter do Chão      | Alter do Chão      | 1232 (foral de Sanç II) | ALT            |
| Alvaiázere         | Alvaiázere         | 1200 (foral de Sanç I) | AVZ            |
| Alvito             | Alvito             | 1280 (foral del convent de la Santíssima Trindade de Santarém)                                                                            | AVT            |
| Amadora            | Amadora            | 11 de setembre de 1979 | AMD            |
| Amarante           | Amarante           | 1514 | AMT            |
| Amares             | Amares             | 8 d'abril de 1514 (foral de Manuel I) | AMR            |
|                    | Anadia             | 21 d'agost de 1514 (foral de Manuel I) | AND            |
| Angra do Heroísmo  | Angra do Heroísmo  | 1478 | AGH            |
| Ansião             | Ansião             | 5 de maig de 1514 (foral de Manuel I) | ANS            |
| Arcos de Valdevez  | Arcos de Valdevez  | 1515 | AVV            |
| Arganil            | Arganil            | 25 de desembre de 1114 (foral de Gonçalo), bisbe de Coïmbra                                                                               | AGN            |
| Armamar            | Armamar            | 1514 (foral de Manuel I); anteriorment era terra regalenga                                                                                | AMM            |
| Arouca             | Arouca             | 1132 (carta de couto d'Alfons Henriques); 1513 (foral de Manuel I)                                                                        | ARC            |
| Arraiolos          | Arraiolos          | 1290 (foral de Dionís I) | ARL            |
| Arronches          | Arronches          | 16 de juny de 1255 (foral d'Alfons III)                                                                                                   | ARR            |
| Arruda dos Vinhos  | Arruda dos Vinhos  | 1172 (foral d'Alfons Henriques) | ARV            |
| Aveiro             | Aveiro             | 4 d'agost de 1515 (foral de Manuel I) | AVR            |
| Avis               | Avis               | 1218 (foral dAlfons II) | AVS            |
| Azambuja           | Azambuja           | 1200 (foral de Sanç I) | AZB            |

## B
| Escut     | Municipi  | Data de creació del Municipi | Codi municipal |
| Baião     | Baião     | 1513                         | BAO            |
| Barcelos  | Barcelos  | 1166                         | BCL            |
| Barrancos | Barrancos | 1295                         | BRC            |
| Barreiro  | Barreiro  | 1521                         | BRR            |
| Batalha   | Batalha   | 18 de març de 1500           | BTL            |
| Beja      | Beja      | 1254                         | BJA            |
| Belmonte  | Belmonte  | 1199                         | BMT            |
| Benavente | Benavente | 1200                         | BNV            |
| Bombarral | Bombarral | 1914                         | BBR            |
| Borba     | Borba     | 1302                         | BRB            |
| Boticas   | Boticas   | 1836                         | BTC            |
| Braga     | Braga     | 1537                         | BRG            |
| Bragança  | Bragança  | 1187                         | BGC            |

## C
| Escut                | Municipi             | Data de creació del Municipi | Codi municipal |
| Cabeceiras de Basto  | Cabeceiras de Basto  | 1514                         | CBC            |
| Cadaval              | Cadaval              | 1371                         | CDV            |
| Caldas da Rainha     | Caldas da Rainha     | 1821                         | CLD            |
| Calheta(Açores)      | Calheta (Açores)     | 3 de juny de 1534            | CHT            |
| Calheta(Madeira)     | Calheta (Madeira)    | 1 de juliol de 1502          | CLT            |
| Câmara de Lobos      | Câmara de Lobos      | 1835                         | CML            |
| Caminha              | Caminha              | 24 de juliol de 1284         | CMN            |
| Campo Maior          | Campo Maior          | 31 de maig de 1260           | CMR            |
| Cantanhede           | Cantanhede           | 1514                         | CNT            |
| Carrazeda de Ansiães | Carrazeda de Ansiães | 1075                         | CRZ            |
| Carregal do Sal      | Carregal do Sal      | 1836                         | CRS            |
| Cartaxo              | Cartaxo              | 1815                         | CTX            |
| Cascais              | Cascais              | 1364                         | CSC            |
| Castanheira de Pera  | Castanheira de Pera  | 15 de novembre de 1502       | CPR            |
| Castelo Branco       | Castelo Branco       | 1213                         | CTB            |
| Castelo de Paiva     | Castelo de Paiva     | 1 de desembre de 1513        | CPV            |
| Castelo de Vide      | Castelo de Vide      | 1276                         | CVD            |
| Castro Daire         | Castro Daire         | anterior a 1185              | CDR            |
| Castro Marim         | Castro Marim         | 1277                         | CTM            |
| Castro Verde         | Castro Verde         | 1510                         | CVR            |
| Celorico da Beira    | Celorico da Beira    | abans de 1185                | CLB            |
| Celorico de Basto    | Celorico de Basto    | 1520                         | CBT            |
| Chamusca             | Chamusca             | 1561                         | CHM            |
| Chaves               | Chaves               | 1258                         | CHV            |
| Cinfães              | Cinfães              | 1513                         | CNF            |
| Coïmbra              | Coïmbra              | 1085                         | CBR            |
| Condeixa-a-Nova      | Condeixa-a-Nova      | 1514                         | CDN            |
| Constância           | Constância           | 1571                         | CNS            |
| Coruche              | Coruche              | 26 de maig de 1182           | CCH            |
| Corvo                | Corvo                | 1832                         | CRV            |
| Covilhã              | Covilhã              | 1186                         | CVL            |
| Crato                | Crato                | 1232                         | CRT            |
| Cuba                 | Cuba                 | 1782                         | CBA            |

## E
| Escut         | Municipi      | Data de creació del Municipi                                  | Codi municipal |
| Elvas         | Elvas         | 1229 (foral de Sanç II)                                       | ELV            |
| Entroncamento | Entroncamento | 24 de novembre de 1945 (desannexat de Vila Nova da Barquinha) | ENT            |
| Espinho       | Espinho       | 1899                                                          | ESP            |
| Esposende     | Esposende     | 19 d'agost de 1572                                            | EPS            |
| Estarreja     | Estarreja     | 15 de novembre de 1519 (foral de Antuã)                       | ETR            |
| Estremoz      | Estremoz      | 1258                                                          | ETZ            |
| Évora         | Évora         | 1166                                                          | EVR            |

## F
| Escut                       | Municipi                    | Data de creació del Municipi | Codi municipal |
| Fafe                        | Fafe                        | 1513                         | FAF            |
| Faro                        | Faro                        | 1266                         | FAR            |
| Felgueiras                  | Felgueiras                  | 1514                         | FLG            |
| Ferreira do Alentejo        | Ferreira do Alentejo        | 1516                         | FAL            |
| Ferreira do Zêzere          | Ferreira do Zêzere          | 1222                         | FZZ            |
| Figueira da Foz             | Figueira da Foz             | 1771                         | FIG            |
| Figueira de Castelo Rodrigo | Figueira de Castelo Rodrigo | 1209                         | FCR            |
| Figueiró dos Vinhos         | Figueiró dos Vinhos         | 1204                         | FVN            |
| Fornos de Algodres          | Fornos de Algodres          | 1200                         | FAG            |
| Freixo de Espada à Cinta    | Freixo de Espada à Cinta    | 1152                         | FEC            |
| Fronteira                   | Fronteira                   | 1512                         | FTR            |
| Funchal                     | Funchal                     | 1454                         | FNC            |
| Fundão                      | Fundão                      | 1747                         | FND            |

## G
| Escut     | Municipi  | Data de creació del Municipi             | Codi municipal |
| Gavião    | Gavião    | 1519                                     | GAV            |
| Góis      | Góis      | 1516                                     | GOI            |
| Golegã    | Golegã    | 3 de novembre de 1534                    | GLG            |
| Gondomar  | Gondomar  | 1193                                     | GDM            |
| Gouveia   | Gouveia   | 1186                                     | GVA            |
| Grândola  | Grândola  | 22 d'octubre de 1544                     | GDL            |
| Guarda    | Guarda    | 27 de novembre de 1199 (foral de Sanç I) | GRD            |
| Guimarães | Guimarães | 1096                                     | GMR            |

## H
| Escut | Municipi | Data de creació del Municipi | Codi municipal |
| Horta | Horta    | 1498                         | HRT            |

## I
| Escut         | Municipi      | Data de creació del Municipi | Codi municipal |
| Idanha-a-Nova | Idanha-a-Nova | 1206                         | IDN            |
| Ílhavo        | Ílhavo        | 1296                         | ILH            |

## L
| Escut            | Municipi         | Data de creació del Municipi | Codi municipal |
| Lagoa(Açores)    | Lagoa (Açores)   | 1522                         | LAG            |
| Lagoa(Algarve)   | Lagoa (Algarve)  | 16 de gener de 1773          | LGA            |
| Lagos            | Lagos            | c. 1255                      | LGS            |
| Lajes das Flores | Lajes das Flores | 1515                         | LGF            |
| Lajes do Pico    | Lajes do Pico    | 1501                         | LGP            |
| Lamego           | Lamego           | 1191                         | LMG            |
| Leiria           | Leiria           | 1142                         | LRA            |
| Lisboa           | Lisboa           | 1179                         | LSB            |
| Loulé            | Loulé            | 1266                         | LLE            |
| Loures           | Loures           | 1886                         | LRS            |
| Lourinhã         | Lourinhã         | 1160 (foral de Jordão)       | LNH            |
| Lousã            | Lousã            | 25 d'octubre de 1513         | LSA            |
| Lousada          | Lousada          | 1514                         | LOU            |

## M
| Escut                               | Municipi                             | Data de creació del Municipi | Codi municipal |
| Mação                               | Mação                                | 1355                         | MAC            |
| Macedo de Cavaleiros                | Macedo de Cavaleiros                 | 1853                         | MCD            |
| Machico                             | Machico                              | 1451                         | MCH            |
| Madalena                            | Madalena                             | 1723                         | MAD            |
| Mafra                               | Mafra                                | 1189                         | MFR            |
| Maia                                | Maia                                 | 1519                         | MAI            |
| Mangualde                           | Mangualde                            | 1102                         | MGL            |
| Manteigas                           | Manteigas                            | 1188                         | MTG            |
| Marco de Canaveses                  | Marco de Canaveses                   | 1852                         | MCN            |
| Marinha Grande                      | Marinha Grande                       | 1836                         | MGR            |
| Marvão                              | Marvão                               | 1226                         | MRV            |
| Matosinhos                          | Matosinhos                           | 1514                         | MTS            |
| Mealhada                            | Mealhada                             | 1514                         | MLD            |
| Meda                                | Meda                                 | 1519                         | MED            |
| Melgaço                             | Melgaço                              | 1181                         | MLG            |
| Mértola                             | Mértola                              | 1254                         | MTL            |
| Mesão Frio                          | Mesão Frio                           | 1152                         | MSF            |
| Mira                                | Mira                                 | 1442                         | MIR            |
| Miranda do Corvo                    | Miranda do Corvo                     | 1136                         | MCV            |
| Miranda do Douro(Miranda del Douro) | Miranda do Douro (Miranda del Douro) | 1136                         | MDR            |
| Mirandela                           | Mirandela                            | 1250                         | MDL            |
| Mogadouro                           | Mogadouro                            | 27 de desembre de 1272       | MGD            |
| Moimenta da Beira                   | Moimenta da Beira                    | 1189                         | MBR            |
| Moita                               | Moita                                | 5 de novembre de 1691        | MTA            |
| Monção                              | Monção                               | 12 de març de 1261           | MNC            |
| Monchique                           | Monchique                            | 1773                         | MCQ            |
| Mondim de Basto                     | Mondim de Basto                      | 1514                         | MDB            |
| Monforte                            | Monforte                             | 1257                         | MFT            |
| Montalegre                          | Montalegre                           | 9 de juny de 1273            | MTR            |
| Montemor-o-Novo                     | Montemor-o-Novo                      | 1203                         | MMN            |
| Montemor-o-Velho                    | Montemor-o-Velho                     | 1212                         | MMV            |
| Montijo                             | Montijo                              | 1514                         | MTJ            |
| Mora                                | Mora                                 | 1519                         | MOR            |
| Mortágua                            | Mortágua                             | 1192                         | MRT            |
| Moura                               | Moura                                | 1295                         | MRA            |
| Mourão                              | Mourão                               | 1296                         | MOU            |
| Murça                               | Murça                                | 1224                         | MUR            |
| Murtosa                             | Murtosa                              | 1926                         | MRS            |

## N
| Escut           | Municipi        | Data de creació del Municipi | Codi municipal |
| Nazaré          | Nazaré          | 1514 (foral de Pederneira)   | NZR            |
| Nelas           | Nelas           | 1140 (foral de Senhorim)     | NLS            |
| Nisa (Portugal) | Nisa (Portugal) | 1232                         | NIS            |
| Nordeste        | Nordeste        | 1514                         | NRD            |

## O
| Escut                | Municipi             | Data de creació del Municipi          | Codi municipal               |
| Óbidos               | Óbidos               | 1195                                  | OBD                          |
| Odemira              | Odemira              | 1256                                  | ODM                          |
| Odivelas             | Odivelas             | 19 de novembre de 1998                | ODV                          |
| Oeiras               | Oeiras               | 22 de juny de 1759 (alvará de José I) | OER                          |
| Oleiros              | Oleiros              | 1233                                  | OLR                          |
| Olhão da Restauração | Olhão da Restauração | 1808                                  | OLH                          |
| Oliveira de Azeméis  | Oliveira de Azeméis  | 5 de gener de 1779 (foral de Maria I) | OAZ                          |
| Oliveira de Frades   | Oliveira de Frades   | 1836                                  | OFR                          |
| Oliveira do Bairro   | Oliveira do Bairro   | 1514                                  | OBR                          |
| Oliveira do Hospital | Oliveira do Hospital | 1514                                  | OHP                          |
|                      | Olivença             | 1298                                  | sota administració espanyola |
| Ourém                | Ourém                | 1180                                  | VNO                          |
| Ourique              | Ourique              | 1290                                  | ORQ                          |
| Ovar                 | Ovar                 | 10 de febrer de 1514                  | OVR                          |

## P
| Escut               | Municipi            | Data de creació del Municipi             | Codi municipal |
| Paços de Ferreira   | Paços de Ferreira   | 6 de novembre de 1836                    | PFR            |
| Palmela             | Palmela             | 1185                                     | PLM            |
| Pampilhosa da Serra | Pampilhosa da Serra | 1308                                     | PPS            |
| Paredes             | Paredes             | 6 de novembre de 1836                    | PRD            |
| Paredes de Coura    | Paredes de Coura    | 1257                                     | PCR            |
| Pedrógão Grande     | Pedrógão Grande     | 1206                                     | PGR            |
| Penacova            | Penacova            | 1192                                     | PCV            |
| Penafiel            | Penafiel            | 1519                                     | PNF            |
| Penalva do Castelo  | Penalva do Castelo  | 1240                                     | PCT            |
| Penamacor           | Penamacor           | 1189                                     | PNC            |
| Penedono            | Penedono            | 1195                                     | PND            |
| Penela              | Penela              | juliol de 1137                           | PNL            |
|                     | Peniche             | 1609                                     | PNI            |
| Peso da Régua       | Peso da Régua       | 1836                                     | PRG            |
| Pinhel              | Pinhel              | 1209                                     | PNH            |
| Pombal              | Pombal              | 1174                                     | PBL            |
| Ponta Delgada       | Ponta Delgada       | 1449                                     | PDL            |
| Ponta do Sol        | Ponta do Sol        | 2 de desembre de 1501                    | PTS            |
| Ponte da Barca      | Ponte da Barca      | 1125                                     | PTB            |
| Ponte de Lima       | Ponte de Lima       | 1125                                     | PTL            |
| Ponte de Sor        | Ponte de Sor        | 1199                                     | PSR            |
| Portalegre          | Portalegre          | 1259                                     | PTG            |
| Portel              | Portel              | 1262                                     | PRL            |
| Portimão            | Portimão            | 1453                                     | PTM            |
| Porto               | Porto               | 1123 (foral d'Hug, bisbe de Porto)       | PRT            |
| Porto de Mós        | Porto de Mós        | 24 de juliol de 1305 (foral de Dionís I) | PMS            |
| Porto Moniz         | Porto Moniz         | 1835                                     | PMZ            |
| Porto Santo         | Porto Santo         | 1835                                     | PST            |
| Póvoa de Lanhoso    | Póvoa de Lanhoso    | 1292                                     | PVL            |
| Póvoa de Varzim     | Póvoa de Varzim     | 1308 (foral de Dionís I)                 | PVZ            |
| Povoação            | Povoação            | 1839                                     | PVC            |
| Praia da Vitória    | Praia da Vitória    | 1480                                     | VPV            |
| Proença-a-Nova      | Proença-a-Nova      | 1242                                     | PNV            |

## R
| Escut                 | Municipi              | Data de creació del Municipi            | Código de três letas |
| Redondo               | Redondo               | 1250                                    | RDD                  |
| Reguengos de Monsaraz | Reguengos de Monsaraz | 15 de gener de 1276 (foral de Monsaraz) | RMZ                  |
| Resende               | Resende               | 1514                                    | RSD                  |
| Ribeira Brava         | Ribeira Brava         | 1914                                    | RBR                  |
| Ribeira de Pena       | Ribeira de Pena       | 1331                                    | RPN                  |
| Ribeira Grande        | Ribeira Grande        | 1507                                    | RGR                  |
| Rio Maior             | Rio Maior             | 1836                                    | RMR                  |

## S
| Escut                    | Municipi                 | Data de creació do Municipi               | Codi de tres lletres |
| Sabrosa                  | Sabrosa                  | 1836                                      | SBS                  |
|                          | Sabugal                  | 1296                                      | SBG                  |
| Salvaterra de Magos      | Salvaterra de Magos      | 1 de juny de 1295                         | SMG                  |
| Santa Comba Dão          | Santa Comba Dão          | 1514                                      | SCD                  |
| Santa Cruz               | Santa Cruz               | 26 de juny de 1515                        | SCR                  |
| Santa Cruz da Graciosa   | Santa Cruz da Graciosa   | 1486                                      | SCG                  |
| Santa Cruz das Flores    | Santa Cruz das Flores    | 1548                                      | SCF                  |
| Santa Maria da Feira     | Santa Maria da Feira     | 1514                                      | VFR                  |
| Santa Marta de Penaguião | Santa Marta de Penaguião | 1202                                      | SMP                  |
| Santana                  | Santana                  | 1832                                      | STN                  |
| Santarém                 | Santarém                 | 1095                                      | STR                  |
| Santiago do Cacém        | Santiago do Cacém        | 1512                                      | STC                  |
| Santo Tirso              | Santo Tirso              | 1834                                      | STS                  |
| São Brás de Alportel     | São Brás de Alportel     | 1 de juny de 1914                         | SBA                  |
| São João da Madeira      | São João da Madeira      | 11 d'octubre de 1926                      | SJM                  |
| São João da Pesqueira    | São João da Pesqueira    | 1055                                      | SJP                  |
| São Pedro do Sul         | São Pedro do Sul         | 1836                                      | SPS                  |
| São Roque do Pico        | São Roque do Pico        | 1542                                      | SRQ                  |
| São Vicente              | São Vicente              | 25 d'agost de 1744                        | SVC                  |
| Sardoal                  | Sardoal                  | 1313?; 22 de setembre de 1531             | SRD                  |
| Sátão                    | Sátão                    | 1111                                      | SAT                  |
| Seia                     | Seia                     | 1136                                      | SEI                  |
| Seixal                   | Seixal                   | 6 de novembre de 1836 (Foral de Maria II) | SXL                  |
| Sernancelhe              | Sernancelhe              | 1124                                      | SRN                  |
| Serpa                    | Serpa                    | 1295                                      | SRP                  |
| Sertã                    | Sertã                    | 1455                                      | SRT                  |
| Sesimbra                 | Sesimbra                 | 1201                                      | SSB                  |
| Setúbal                  | Setúbal                  | 1250                                      | STB                  |
| Sever do Vouga           | Sever do Vouga           | 29 d'abril de 1514                        | SVV                  |
| Silves                   | Silves                   | 1266                                      | SLV                  |
| Sines                    | Sines                    | 1362                                      | SNS                  |
| Sintra                   | Sintra                   | 9 de gener de 1154                        | SNT                  |
| Sobral de Monte Agraço   | Sobral de Monte Agraço   | 1519 (Manuel I de Portugal)               | SMA                  |
| Soure                    | Soure                    | 1111                                      | SRE                  |
| Sousel                   | Sousel                   | 1527                                      | SSL                  |

## T
| Escut             | Municipi          | Data de creació del Municipi | Codi municipal |
| Tábua             | Tábua             | 1514 | TBU            |
| Tabuaço           | Tabuaço           | 1265 - primer foral donat pels senyors Azevedo de Baião; 1269, 27 setembre - renovació i confirmació del foral, per Alfons III. | TBC            |
| Tarouca           | Tarouca           | 1262 | TRC            |
| Tavira            | Tavira            | 1266 | TVR            |
| Terras de Bouro   | Terras de Bouro   | 1514 | TBR            |
| Tomar             | Tomar             | 1162 | TMR            |
| Tondela           | Tondela           | 1515 | TND            |
| Torre de Moncorvo | Torre de Moncorvo | 1225 (foral de Sanç II) | TMC            |
| Torres Novas      | Torres Novas      | 1190 | TNV            |
| Torres Vedras     | Torres Vedras     | 15 d'agost de 1250 (foral d'Alfons III)                                                                                         | TVD            |
| Trancoso          | Trancoso          | 1157 | TCR            |
| Trofa             | Trofa             | 19 de novembre de 1998 | TRF            |

## V
| Escut                      | Municipi                   | Data de creació del Municipi                                   | Codi municipal |
| Vagos                      | Vagos                      | 12 d'agost de 1514                                             | VGS            |
| Vale de Cambra             | Vale de Cambra             | 1514                                                           | VAC            |
| Valença                    | Valença                    | 1217                                                           | VLC            |
| Valongo                    | Valongo                    | 1836                                                           | VLG            |
| Valpaços                   | Valpaços                   | 1836                                                           | VPC            |
| Velas                      | Velas                      | 1500                                                           | VLS            |
| Vendas Novas               | Vendas Novas               | 7 de setembre de 1962 (desannexat de Montemor-o-Novo)          | VND            |
| Viana do Alentejo          | Viana do Alentejo          | 1313                                                           | VNT            |
| Viana do Castelo           | Viana do Castelo           | 1258                                                           | VCT            |
| Vidigueira                 | Vidigueira                 | 1514                                                           | VDG            |
| Vieira do Minho            | Vieira do Minho            | 1514                                                           | VRM            |
| Vila de Rei                | Vila de Rei                | 19 de setembre de 1285                                         | VLR            |
| Vila do Bispo              | Vila do Bispo              | 1662                                                           | VBP            |
| Vila do Conde              | Vila do Conde              | 1516                                                           | VCD            |
| Vila do Porto              | Vila do Porto              | 1470                                                           | VPT            |
| Vila Flor                  | Vila Flor                  | 24 de maig de 1286                                             | VFL            |
| Vila Franca de Xira        | Vila Franca de Xira        | 1212                                                           | VFX            |
| Vila Franca do Campo       | Vila Franca do Campo       | 1472                                                           | VFC            |
| Vila Nova da Barquinha     | Vila Nova da Barquinha     | 6 de novembre de 1836                                          | VNB            |
| Vila Nova de Cerveira      | Vila Nova de Cerveira      | 1321                                                           | VNC            |
| Vila Nova de Famalicão     | Vila Nova de Famalicão     | 1205                                                           | VNF            |
| Vila Nova de Foz Côa       | Vila Nova de Foz Côa       | 1299                                                           | VLF            |
| Vila Nova de Gaia          | Vila Nova de Gaia          | 1255                                                           | VNG            |
| Vila Nova de Paiva         | Vila Nova de Paiva         | 1514                                                           | VNP            |
| Vila Nova de Poiares       | Vila Nova de Poiares       | 1836                                                           | VNP            |
| Vila Pouca de Aguiar       | Vila Pouca de Aguiar       | 1206                                                           | VPA            |
| Vila Real                  | Vila Real                  | 1289                                                           | VRL            |
| Vila Real de Santo António | Vila Real de Santo António | 1774                                                           | VRS            |
| Vila Velha de Ródão        | Vila Velha de Ródão        | 8 de novembre de 1296                                          | VVR            |
| Vila Verde                 | Vila Verde                 | 1855                                                           | VVD            |
| Vila Viçosa                | Vila Viçosa                | 1270                                                           | VVC            |
| Vimioso                    | Vimioso                    | 1516                                                           | VMS            |
| Vinhais                    | Vinhais                    | 20 de maig de 1253                                             | VNH            |
| Viseu                      | Viseu                      | 1123                                                           | VIS            |
| Vizela                     | Vizela                     | creat el 1361; extint el 1408; restaurat el 19 de març de 1998 | VIZ            |
| Vouzela                    | Vouzela                    | 1836                                                           | VZL            |